# Enrique de Segusio
Enrique de Segusio, llamado Hostiensis (Susa c. 1200 - Lyon 25 de octubre o 6 de noviembre de 1271) fue canonista y cardenal italiano de la iglesia católica.
No está claro si perteneció a la familia De Bartolomeis en Susa. Se doctoró en ambos Derechos en Bolonia y se ordenó sacerdote antes de 1233. 
En 1235 fue prior del cabildo catedralicio de Antibes, y en 1244 fue nombrado obispo de Sisteron. Desde 1250 hasta su nombramiento como cardenal fue arzobispo de Embrun en Francia. El papa Urbano IV le nombró el 22 de mayo de 1262 cardenal de Ostia. Desde 1236 estuvo activo como diplomático para Papas como Inocencio IV y reyes como Enrique III de Inglaterra. El Hostiensis fue uno de los más famosos e importantes canonistas de su tiempo. Compuso diversos trabajos, entre otros, Lectura in Decretales Gregorii IX, Summa super titulis Decretalium (también llamada Summa aurea) y Lectura in Decretales Innocentii IV. Tuvo una especial preocupación por la representación del concepto de Aequitas en el Derecho Canónico. No es seguro que impartiera clases sobre las Decretales en 1239 en París.